# Mainlevée en droit suisse
 (novembre 2023).
Pour les autres articles nationaux ou selon les autres juridictions, voir Mainlevée.
En droit suisse, la mainlevée, aussi appelée mainlevée d’opposition (en allemand Rechtsöffnung), est un jugement sur les pièces rendu dans le cadre d’une poursuite pour dettes et faillite (LP). 

## Mainlevée provisoire
Si le débiteur, lors d’une poursuite, s’oppose au commandement de payer qui lui est notifié, le créancier en possession d’une reconnaissance de dette signée (art 82 LP) peut demander la mainlevée provisoire de cette opposition. Le juge de la mainlevée, en général le juge de district, va alors rendre un jugement sur la seule base de la vraisemblance des pièces, notamment de la reconnaissance de dette. Si le juge prononce la mainlevée de l’opposition, le fardeau de la preuve s’inverse et c’est le débiteur qui devra prouver l’absence de sa créance en intentant une action en libération de dette (art. 83 LP). Au contraire, si la mainlevée est refusée, le créancier devra faire reconnaître son droit par une action en reconnaissance de dette.

## Mainlevée définitive
La mainlevée définitive est prononcée si le créancier est au bénéfice d'un jugement exécutoire rendu par un tribunal ou une autorité administrative suisse ou s'il possède contre le débiteur un titre authentique exécutoire du droit suisse. Le débiteur n'est libéré que s'il prouve par titre l'extinction de la créance, l'octroi d'un sursis ou la prescription survenue postérieurement au titre exécutoire (art. 80 et 81 LP).
Le créancier au bénéfice d'un jugement ou d'un titre authentique étranger ou d'une sentence arbitrale peut lui aussi obtenir la mainlevée définitive si cette décision satisfait aux conditions de reconnaissance ou d'exécution prévues dans un traité international (par exemple la Convention de Lugano du 30 octobre 2007 pour les jugements des autorités des pays de l'Union européenne ou la Convention de New York du 10 juin 1958 pour les sentences arbitrales) ou, à défaut, par la loi suisse sur le droit international privé. Le juge de la mainlevée statue à titre incident sur la reconnaissance (art. 81 al. 3 LP).

### Base légale
- Loi fédérale sur la poursuite pour dettes et la faillite (LP) du 11 avril 1889 (état le 20 octobre 2020), RS 281.1.